# Robert de Cotret
Robert René de Cotret, né le 20 février 1944 à Ottawa et mort le 9 juillet 1999 dans cette même ville, est un économiste et homme politique fédéral du Québec et de l'Ontario.

## Biographie
Né à Ottawa en Ontario, il devint député de la circonscription ontarienne d'Ottawa-Centre lors d'une élection partielle en 1978. Il fit l'un des nouveaux députés francophones à faire son entrée dans le caucus progressiste-conservateur. Défait en 1979, le nouveau premier ministre minoritaire Joe Clark le nomma sénateur de la division d'Ottawa en Ontario en juin de la même année. Cette nomination permis à Clark de combler le manque de présence francophone dans son cabinet lui donnant le ministère de l'Industrie et du Commerce, ainsi que ministre d'État chargé du Développement économique.
Il quitte le Sénat en 1980, pour pouvoir se présenter dans la circonscription de Berthier—Maskinongé, au Québec, lors des élections de 1980, déclenchées après la motion de censure dont fait l'objet le gouvernement. Défait dans Berthier—Maskinongé, il parvint à revenir à la Chambre des communes en devenant député de Berthier—Maskinongé—Lanaudière en 1984. Réélu dans Berthier—Montcalm en 1988, il démissionne en 1993.
Durant le gouvernement majoritaire de Brian Mulroney, il fut ministre d'État chargé des Sciences et de la Technologie et ministre de l'Expansion industrielle régionale de 1987 à 1989, Président du Conseil du Trésor de 1989 à 1990, ministre de l'Environnement de 1990 à 1991 et secrétaire d'État du Canada de 1991 à 1993. 